# (1474) Beira
(1474) Beira es un asteroide que cruza la órbita de Marte orbitando alrededor del Sol una vez cada 4,52 años. Su nombre hace referencia a un importante puerto marítimo en Mozambique.
Fue descubierto el 20 de agosto de 1935 por Cyril V. Jackson desde el Observatorio Union, en Johannesburgo, Sudáfrica.